# Слиозберг, Генрих Борисович
Генрих Борисович Слиозберг (1863, Мир, Минская губерния — 1937, Париж; литературный псевдоним «Улейников») — российский юрист и общественный деятель, один из учредителей Союза для достижения полноправия еврейского народа в России (1905) и Еврейской народной группы (1907).

## Биография
Генрих Слиозберг родился в 1863 году в местечке Мир Минской губернии в еврейской семье. Его отец — Шая-Борух Слиозберг, приверженец хасидизма хабадского толка — происходил из местечка Налибоки Ошмянского уезда Виленской губернии, учился в Мирском ешиботе и женился на местной уроженке, Эсфири Нохим-Давидовне Ошмянской. Когда Генриху не было и года, его отец получил место меламеда в Полтаве, куда переехала и вся семья. В Полтаву к тому времени уже переселилась семья матери (её отец, Нухим-Дувид Ошмянский, также был меламедом), а вслед переехали и родители отца.
В детстве Генрих получил традиционное еврейское образование в хедере и всю жизнь оставался в иудейской вере. В 1875—1882 годах учился в Полтавской гимназии. В 1886 году окончил юридический факультет Санкт-Петербургского университета. Продолжил юридическое образование в университетах Гейдельберга, Лейпцига и Лиона. По возвращении в Россию в 1889 году выдержал в Санкт-Петербургском университете экзамен на звание магистра уголовного права.

## Карьера юриста
В 1893 году Слиозберг был принят в сословие присяжных поверенных, однако не был утверждён в этом звании в соответствии с законом 1889 года об ограничении прав евреев. В течение 18 лет Слиозберг оставался помощником присяжного поверенного и только в 1904 году стал присяжным поверенным. В 1906 году был приглашён П. А. Столыпиным на должность юрисконсульта хозяйственного департамента Министерства внутренних дел.
В качестве помощника обер-прокурора и обер-секретаря кассационного департамента Сената Г. И. Трахтенберга Генрих Слиозберг также способствовал разрешению жалоб поданных в Правительствующий сенат.

## Работы по уголовному праву
Генрих Слиозберг участвовал в работе уголовного отделения Санкт-Петербургского юридического общества. В своих работах Слиозберг критиковал труды Ч. Ломброзо, Э. Ферри и других приверженцев итальянского направления в уголовном праве, которые с его точки зрения, придавали слишком большое значение социологии. Сам Слиозберг придерживался классического направления в уголовном праве, хотя и не отрицал полностью значение социологического элемента.
В период с 1899 и по 1903 год Слиозберг был редактором журнала Санкт-Петербургского юридического общества, который при нём стал называться «Вестник Права».

## Общественная деятельность
Начиная с 1889 года, то есть с момента принятия закона об ограничении прав евреев, Герних Слиозберг стал активным поборником прав евреев в Российской империи. Изучал правовое и экономическое положение еврейских поселенцев, под псевдонимом «Улейников» подготовил к публикации материалы Л. М. Бинштока, обследовавшего еврейские колонии в Херсонской и Екатеринославской губерниях. Участвовал в работе комиссии конгресса США, изучавшей причины эмиграции евреев из России.
Генрих Слиозберг принимал участие в работе Всероссийской раввинской комиссии 1894 года и в Ковенском съезде 1909 года.
После кишиневского погрома 1903 года Слиозберг выступал в роли адвоката и доверенного лица в гражданских исках потерпевших к администрации разгромленных городов. Он также играл ведущую роль в созданном Г. О. Гинцбургом Комитете помощи жертвам погромов.
Вместе с М. М. Винавером и О. О. Грузенбергом был среди учредителей Союза для достижения полноправия еврейского народа в России (1905) (известным также как достиженцы — идиш: ди дергрейхер) и Еврейской народной группы (1907). Во время дела Бейлиса вместе с Арнольдом Марголиным создал «Комитет защиты Бейлиса». Комитет финансировал частное расследование и поиск настоящих преступников по данному делу.
Слиозберг читал лекции по история законодательства о евреях в России на курсах востоковедения барона Д. Г. Гинцбурга, печатал статьи по еврейскому вопросу в газетах и журналах — «Восход», «Свобода и равенство», «Новый Восход» (в последнем возглавлял юридический отдел).

## Период после революции 1917 года
Генрих Слиозберг придерживался либеральных взглядов, идейно тяготел к конституционно-демократической партии и вскоре после Октябрьской революции 1917 года был арестован. После краткосрочного заключения в тюрьме в 1920 году Слиозберг эмигрировал в Финляндию и затем во Францию.
В Париже стоял во главе общины российских евреев, в апреле 1933 года он был одним из инициаторов создания Общества друзей «Рассвета» — еженедельного органа Федерации русско-украинских сионистов в эмиграции.

## Участие в масонстве
Генрих Слиозберг был активным масоном. Он был посвящён 22 сентября 1921 года в ложу «Тэба» № 347 работавшую под юрисдикцией Великой ложи Франции. Первый страж в 1926 году, оратор в 1927 году. Член ложи по 1928 год. Посещал собрания ложи совершенствования «Друзья любомудрия» с 26 апреля 1922 года. Возведён в 13° в мае 1924 года. Член капитула «Астрея», возведён в 18° в 1925 году. Оратор капитула с 20 февраля 1925 по 1927 год. Возведен в 33° Древнего и принятого шотландского устава в 1934 году. Член Русского совета 33 степени со дня основания по 1937 год.

## Свидетель на процессе в Берне
В Швейцарии еврейские организации выступили против публикации «Протоколов сионских мудрецов» местной организацией нацистов и подали на издателей в суд. На процессе, который проходил в Берне в октябре 1934 года, Слиозберг выступил в качестве свидетеля. Суд признал «Протоколы» подделкой и вынес приговор о том, что это — «непристойное издание». Однако из-за слишком вольной трактовки слова «непристойный» приговор был отменён апелляционной инстанцией в ноябре 1937 года. При этом апелляционный суд отказал ответчикам в возмещении убытков, но в заключительной речи судьи подтвердили сфабрикованный характер «Протоколов».

## Труды
- Д. Говард. Его жизнь и общественно-филантропическая деятельность. Биографический очерк (Биографическая библиотека Ф. Павленкова). — СПб., 1891.
- Обследование положения евреев — СПб., 1907. — 111 с.
- Законы о евреях и практика их применения — СПб., 1907. — 55 с.
- Сборник действующих законов о евреях. СПб., 1909
- Статья «Барон Г. О. Гинцбург и правовое положение евреев», в сборнике «Пережитое», т. II.
- Дореволюционный строй России (недоступная ссылка) (посвящена «скорбной памяти погибших и замученных большевиками сынов России»). Париж, 1933
- Барон Г. О. Гинцбург: его жизнь и деятельность: к столетию со дня его рождения (недоступная ссылка). Париж, 1933
- Месть Спинозы за херем. Париж, 1933
- Дела минувших дней: записки русского еврея: в 2-х томах. Париж, 1933; I том переиздан в «Евреи в России. XIX век» (серия «Россия в мемуарах»). Москва: Новое литературное обозрение, 2000.